# Richard Vogt (pugile)
Richard Vogt (26 gennaio 1913 – 13 luglio 1988) è stato un pugile tedesco.

## Palmarès

### Olimpiadi
- Argento a Berlino 1936 nei pesi mediomassimi.